# G77
Nhóm 77 (G77) tại Liên Hợp Quốc là một liên minh gồm 135 quốc gia đang phát triển, được thiết kế để thúc đẩy lợi ích kinh tế tập thể của các thành viên và tạo ra khả năng đàm phán chung được tăng cường tại Liên Hợp Quốc. Tổ chức này có 77 thành viên sáng lập, nhưng đến tháng 11 năm 2019, tổ chức này đã mở rộng tới 135 quốc gia thành viên (bao gồm cả Trung Quốc). Vì Trung Quốc tham gia G77 nhưng không coi mình là thành viên, nên tất cả các tuyên bố chính thức đều được ban hành dưới tên của The Group of 77 and China.
Ai Cập giữ chức Chủ tịch G77 năm 2018. Palestine, một quốc gia quan sát của Liên Hợp Quốc, là chủ tịch của nhóm kể từ tháng 1 năm 2019 và Guyana giữ chức chủ tịch vào năm 2020.
Nhóm được thành lập vào ngày 15 tháng 6 năm 1964, theo "Tuyên bố chung của bảy mươi bảy quốc gia" được ban hành tại Hội nghị về thương mại và phát triển của Liên hợp quốc (UNCTAD). Cuộc họp lớn đầu tiên là ở Algiers vào năm 1967, nơi Hiến chương Algiers được thông qua và cơ sở cho các cấu trúc thể chế lâu dài được bắt đầu dưới sự lãnh đạo của Raul Prebisch, người trước đây đã làm việc tại ECLA. Có các chi nhánh của Nhóm 77 tại Geneva (UN), Rome (FAO), Vienna (UNIDO), Paris (UNESCO), Nairobi (UNEP) và Nhóm 24 tại Washington, DC (Quỹ tiền tệ quốc tế và Ngân hàng thế giới).

## Chính sách
Nhóm này được ghi nhận với lập trường chung chống lại apartheid và ủng hộ giải trừ vũ khí toàn cầu. Nó ủng hộ của trật tự kinh tế quốc tế mới. Nó đã bị chỉ trích vì sự ủng hộ mờ nhạt của nó, hoặc sự phản đối hoàn toàn, đối với các sáng kiến ủng hộ môi trường, mà nhóm coi là thứ yếu để phát triển kinh tế và các sáng kiến xóa đói giảm nghèo.